# Athanerik
Athanerik wordt wel de eerste koning van de Ostrogoten genoemd. Omstreeks 300 verenigde hij de afzonderlijke Ostrogotische stammen onder één leiderschap. In Oekraïne stichtte hij het vroege Ostrogotische rijk. Na hem heerste Achiulf tot ca 350.